# Biserica Sfânta Teodora de la Sihla
Biserica Sfânta Teodora de la Sihla este un lăcaș de cult aparținând Mitropoliei Basarabiei a Bisericii Ortodoxe Române. În cadrul bisericii se oficiază slujbe atât pe stil nou, cât și pe stil vechi.
Este un monument de arhitectură de însemnătate națională introdus în Registrul monumentelor de istorie și cultură din municipiul Chișinău și un monument de istorie, artă și arhitectură de importanță națională inclus în Registrul monumentelor Republicii Moldova ocrotite de stat cu nr. 27 (municipiul Chișinău).
Clădirea a fost construită în 1895 ca o capelă a Gimnaziului pentru fete, proiectată de Alexandru Bernardazzi în stil bizantin. Capela a fost sfințită abia în 1922 din cauza unui eveniment tragic produs în altarul ei, primind inițial hramul „Sf. Teodor Tiron” al Liceului pentru fete „Regina Maria”. A fost restituită Mitropoliei în anul 1994. 

## Galerie de imagini

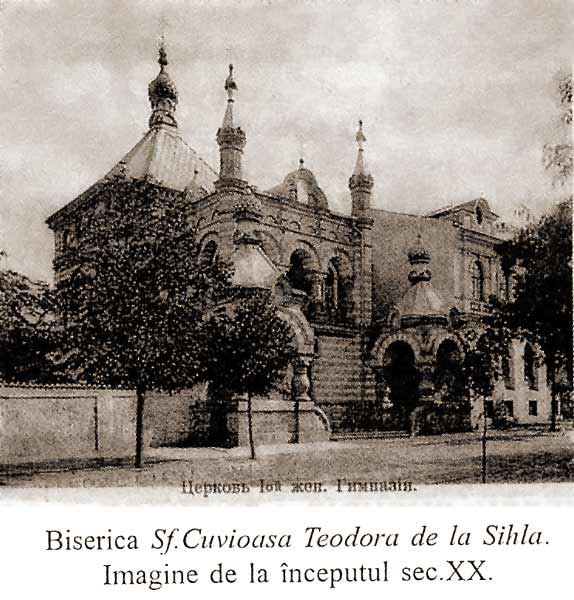
Imagine de epocă.
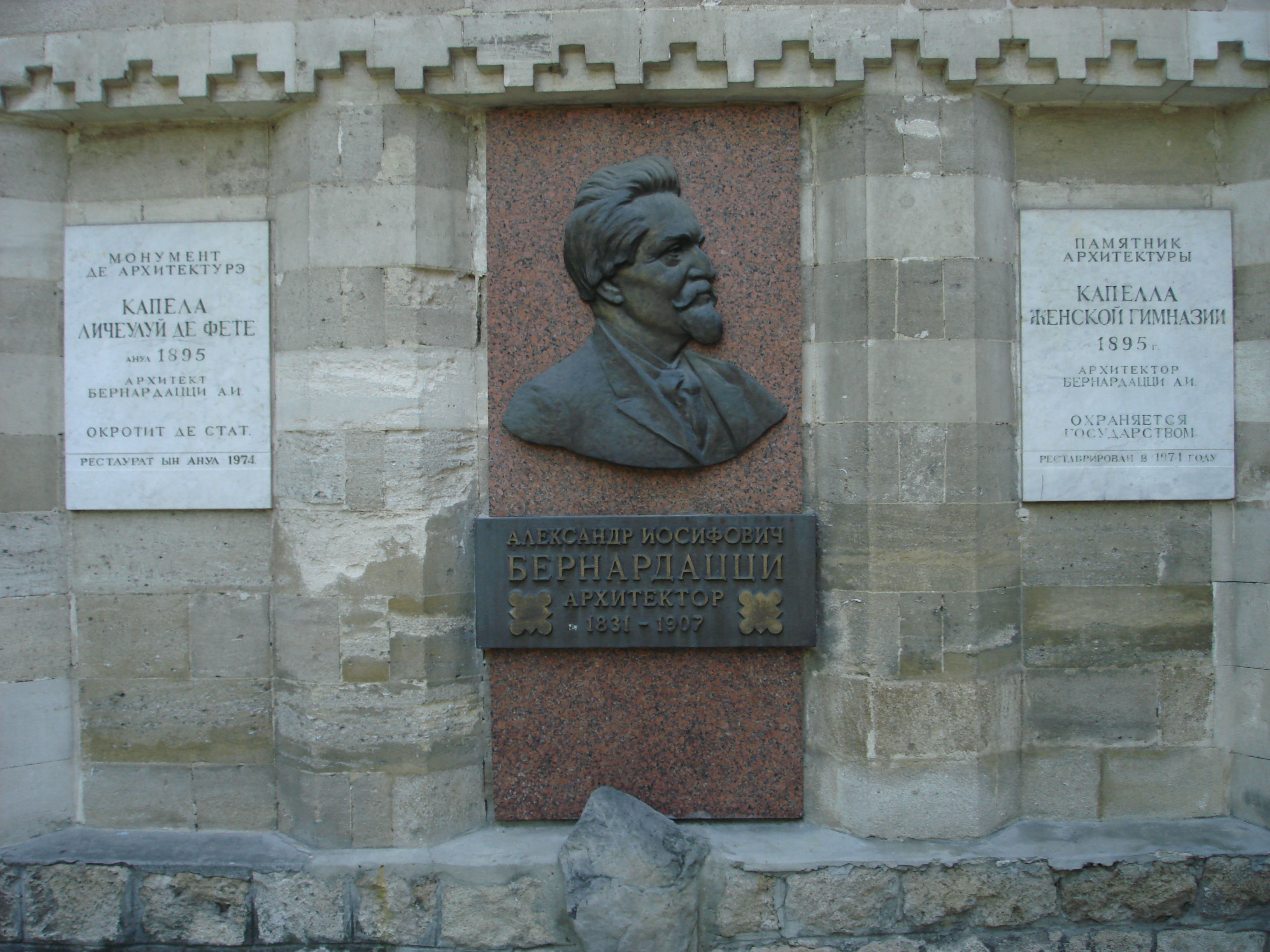
Placă comemorativă a lui Alexandru Bernardazzi pe zidul bisericii
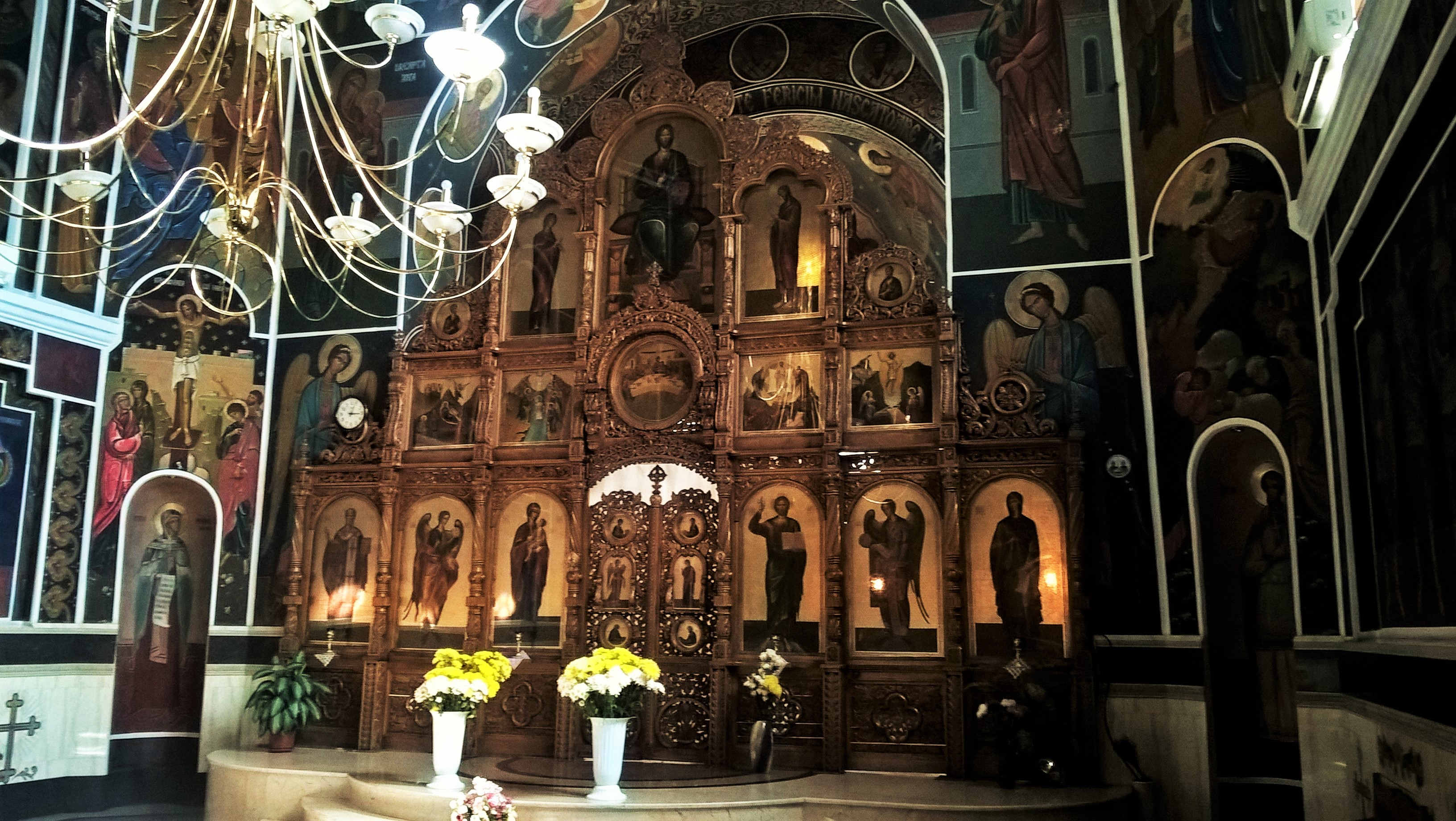
Interior.